# Clément Roman
Pour les articles homonymes, voir Roman.
Clément Roman, né le 22 février 1938 à Nederbrakel, est un coureur cycliste belge. Champion de Belgique sur route amateurs en 1957, il a ensuite été professionnel de 1961 à 1966. Il a notamment remporté le Grand Prix de Francfort en 1964 et a disputé le Tour de France en 1963 et 1964.

## Palmarès
- 1957
  -  Champion de Belgique sur route amateurs
  - Courtrai-Gammerages
- 1959
  - Circuit des régions flamandes des indépendants
- 1960
  - 2e étape des Trois Jours de Flandre-Occidentale indépendants
  - 2e du Grand Prix de la ville de Zottegem
- 1961
  - 2e du Tour du Nord
  - 2e du Tour de la Flandre orientale
- 1962
  - Circuit de la vallée de la Senne
  - Tour des Flandres B
  - 2e de Tielt-Anvers-Tielt
  - 3e du Prix de Saint-Lievin-Esse
- 1963
  - Classement général d'À travers la Belgique
  - Grand Prix d'Isbergues
  - 3e du Circuit Mandel-Lys-Escaut
  - 7e de la Flèche wallonne
- 1964
  - Grand Prix de Francfort
  - Grand Prix de la ville de Zottegem

## Résultats sur les grands tours

### Tour de France
2 participations
- 1963 : abandon (11e étape)
- 1964 : abandon (5e étape)

### Tour d'Espagne
1 participation
- 1966 : 46e